# Gereon Schürmann
Gereon Schürmann (* 10. August 1957) ist ein deutscher Unternehmer auf dem Gebiet der erneuerbaren Energien und ein ehemaliger Ruderer und Politiker (ÖDP).

## Biographie
Schürmann studierte katholische Theologie, Philosophie und Sport. Er ist verheiratet und hat drei Kinder.
1979 trat er den Grünen bei, die er jedoch bald wegen inhaltlicher Differenzen sowie des von ihm kritisierten „Debattenstils“ wieder verließ. 1988 trat er der ödp bei. Dort hatte er in der Folgezeit unterschiedliche Ämter inne: Er war unter anderem stellvertretender Kreisvorsitzende sowie stellvertretender Bezirks- und Landesvorsitzender, Mitglied der Bundesprogrammkommission und von  November 1996 Beisitzer im Bundesvorstand.
Schürmann war außerdem ein erfolgreicher Ruderer: So wurde er im Jahr 1975 in Montreal (Kanada) Junioren-Vizeweltmeister im Achter, absolvierte Länderkämpfe und war auch als Trainer WM-Teilnehmer. Zurzeit trainiert er die überaus erfolgreiche Jugendrudergruppe der Bonner Ruder-Gesellschaft.
Gemeinsam mit Michael Häußer gründete er im Jahr 2000 die Luftstrom Energiegesellschaft mbH zum Bau und Betrieb von Windparks und Photovoltaikanlagen. Das in Mühlheim am Main ansässige Unternehmen ist mittlerweile Betreiber von vier Windparks im Vogelsberg, im Spessart und in der Eifel. Weitere Windparks befinden sich in Planung. Der 2009 eingeweihte Windpark Fleschenbach-Neustall war zu diesem Zeitpunkt der leistungsstärkste eines einzelnen Betreibers im Bundesland Hessen.